# パウルス・アラユーリ
パウルス・アラユーリ（Paulus Arajuuri 、1988年6月15日 - ）は、フィンランド・ヘルシンキ出身の元同国代表プロサッカー選手。現役時代のポジションはDF。

## クラブ経歴
2005年にカッコネン（3部相当）に所属するFCエスポーでデビュー。翌2006年シーズンはヴェイッカウスリーガのFCホンカに移籍し、シーズン後半はレンタルでFCエスポーに復帰した。
2007年シーズン、HJKヘルシンキに移籍。しかしトップチームでの出番は無く、セカンドチームであるクルビ04でプレーした。
2008年シーズン、IFKマリエハムンに移籍。
2009年9月、スウェーデンのカルマルFFにフリーで加入、4年契約を結んだ。2013年シーズンはチームキャプテンを務めた。
2013年8月、ポーランド・エクストラクラサのレフ・ポズナンへの加入内定が発表された。移籍は2014年1月に行われ、3年契約を結んだ。
2017年1月、フィンランド代表のチームメイトであるテーム・プッキが所属するデンマークのブレンビーIFに加入。
2019年8月、キプロスのパフォスFCに移籍。
2021年6月30日、同じくキプロスのアノルトシス・ファマグスタに加入。
2022年7月15日、HJKヘルシンキに移籍。
2023年2月6日、HIFK Fotbollに移籍。2023シーズン終了後、現役引退を表明した。

## 代表歴
2010年1月、スペイン・マラガで開催された韓国代表とのフレンドリーマッチでフィンランド代表デビュー。2015年10月、UEFA EURO 2016予選の北アイルランド代表戦で代表初ゴールを決めた。

### 代表戦での得点
| No | 開催日         | 会場                               | 対戦国         | 得点 | 結果 | 大会                        |
| -- | -------------- | ---------------------------------- | -------------- | ---- | ---- | --------------------------- |
| 1. | 2015年10月11日 | ヘルシンキ・オリンピックスタジアム | 北アイルランド | 1–1  | 1–1  | UEFA EURO 2016予選          |
| 2. | 2016年9月5日   | ヴェリタス・スタディオン           | コソボ         | 1–0  | 1–1  | 2018 FIFAワールドカップ予選 |
| 3. | 2017年10月9日  | ヴェリタス・スタディオン           | トルコ         | 1–1  | 2–2  | 2018 FIFAワールドカップ予選 |

## タイトル

### クラブ
レフ・ポズナン
- エクストラクラサ: 2014–15
- ポーランド・スーパーカップ: 2015, 2016

ブレンビー
- デンマーク・カップ: 2017-18